# Liste des épisodes de Gilmore Girls

Cette page recense la liste des épisodes de la série télévisée américaine Gilmore Girls.

## Première saison (2000-2001)
1. Premier contact (Pilot)
2. Une journée difficile (The Lorelais' First Day at Chilton)
3. Sombre dimanche (Kill Me Now)
4. Biche, ô ma biche (The Deer Hunters)
5. Veillée funèbre (Cinnamon's Wake)
6. Soirées d’anniversaire (Rory's Birthday Parties)
7. Rory est amoureuse (Kiss and Tell)
8. Amour, guerre et tempête de neige (Love and War and Snow)
9. Le Premier bal de Rory (Rory's Dance)
10. Réconciliations (Forgiveness and Stuff)
11. Scandale à Chilton (Paris is Burning)
12. Rendez-vous en série (Double Date)
13. Le Concert (Concert Interruptus)
14. La Ménagère idéale (That Damn Donna Reed)
15. Le Retour de Christopher (Christopher Returns)
16. Trois mois déjà (Star-Crossed Lovers and Other Strangers)
17. Après la rupture (The Breakup, Part 2)
18. La Visite inattendue (The Third Lorelai)
19. Emily au pays des merveilles (Emily In Wonderland)
20. La Fugue (P.S. I Lo…)
21. Amours, marguerites et troubadours (Love, Daisies and Troubadours)

## Deuxième saison (2001-2002)
1. Question pour un mariage (Sadie, Sadie...)
2. Voile de mariée et coups de marteau (Hammers and Veils)
3. Décision décisive (Red Light on the Wedding Night)
4. Virée à Harvard (The Road Trip to Harvard)
5. L'Arrivée de Jess (Nick & Nora/Sid & Nancy)
6. Bal de débutante (Presenting Lorelai Gilmore)
7. Mère indigne, indignée (Like Mother, Like Daughter)
8. Des projets sur la comète (The Ins and Outs of Inns)
9. Roméo contre Juliette (Run Away, Little Boy)
10. Le Souper du Seigneur BraceBridge (The Bracebridge Dinner)
11. Le Pilier de la maison (Secrets and Loans)
12. Richard à Stars Hollow (Richard in Stars Hollow)
13. Pique-nique et paniers garnis (A-Tisket, A-Tasket)
14. Pauvre Lorelai (It Should've Been Lorelai)
15. Perdu et retrouvé (Lost and Found)
16. Pas si simple (There's the Rub)
17. Obsèques de l'oncle Louis (Dead Uncles and Vegetables)
18. Projet d'économie (Back in the Saddle Again)
19. Cours particulier (Teach Me Tonight)
20. La Perle des secrétaires (Help Wanted)
21. Diplôme de Lorelai (Lorelai's Graduation Day)
22. La Cérémonie (I Can't Get Started)

## Troisième saison (2002-2003)
1. L'Été de tous les dangers (Those Lazy-Hazy-Crazy Days)
2. L'Invitation au dîner de Kirk (Haunted Leg)
3. Candidature pour Harvard (Application Anxiety)
4. Rébellion avortée (One's Got Class and the Other One Dyes)
5. Après l'enfer, l'oasis (Eight O'Clock at the Oasis)
6. La Voiture de Jess (Take the Deviled Eggs…)
7. On achève bien les Gilmore (They Shoot Gilmores, Don't They?)
8. Visite à Yale (Let the Games Begin)
9. Y'a d'la friture (A Deep-Fried Korean Thanksgiving)
10. La Fête d'hiver (That'll Do, Pig)
11. Je te jure (I Solemnly Swear)
12. Lorelai mord à l'hameçon (Lorelai Out of Water)
13. Mes très chers parents (Dear Emily and Richard)
14. Le Chant du cygne (Swan Song)
15. Demi-finale de hockey (Face-Off)
16. Le Grand Déballage (The Big One)
17. Corbeau et l'incendie (A Tale of Poes and Fire)
18. Joyeux anniversaire (Happy Birthday, Baby)
19. Ça passe ou ça casse (Keg! Max!)
20. Adieu mon amie (Say Goodnight, Gracie)
21. Père et fils (Here Comes the Son)
22. Qui tire les ficelles ? (Those Are Strings, Pinocchio)

## Quatrième saison (2003-2004)
Le 25 mars 2003, la série est renouvelée pour une quatrième saison, diffusée depuis le 23 septembre 2003.
1. Retour au bercail (Ballrooms & Biscotti)
2. Premier jour à Yale (The Lorelais' First Day at Yale)
3. Des hobbits sur canapé (The Hobbit, the Sofa, and Digger Stiles)
4. Le Mariage de Dean (Chicken or Beef ?)
5. Les Choses fondamentales (The Fundamental Things Apply)
6. Règlement de comptes (An Affair to Remember)
7. Le Festival des tableaux vivants (The Festival of Living Art)
8. Critique d'art (Die, Jerk)
9. Scène de ménage et match de foot (Ted Koppel's Big Night Out)
10. La Nounou et le professeur (The Nanny and the Professor)
11. Les Cloches de Stars Hollow (In the Clamor and the Clangor)
12. La Femme mystère (A Family Matter)
13. On ne choisit pas sa famille (Nag Hammadi Is Where They Found the Gnostic Gospels)
14. Naufrages (The Incredible Shrinking Lorelais)
15. Oh ! Les vilaines moustaches (Scene in a Mall)
16. La Lorelai régnante (The Reigning Lorelai)
17. Rory au pays des merveilles (Girls in Bikinis, Boys Doin' the Twist)
18. Tick tick tick boum (Tick, Tick, Tick, Boom!)
19. Rien ne va plus chez les Gilmore (Afterboom)
20. Luke passe à l'action (Luke Can See Her Face)
21. Des hauts... et des collants (Last Week Fights, This Week Tights)
22. La Nuit test (Raincoats and Recipes)

## Cinquième saison (2004-2005)
Le 12 avril 2004, la série est renouvelée pour une cinquième saison, diffusée depuis le 21 septembre 2004.
1. Au revoir Daisy Miller (Say Goodbye to Daisy Miller)
2. Ne tirez pas sur le messager (A Messenger, Nothing More)
3. L'Horoscope (Written in the Stars)
4. Un fauteuil pour deux candidats (Tippecanoe and Taylor, Too)
5. Sortie à quatre (We Got Us a Pippi Virgin!)
6. Une grossesse et un écrivain (Norman Mailer, I'm Pregnant!)
7. Pas de répit pour les braves (You Jump, I Jump, Jack)
8. La Fête est finie (The Party's Over)
9. Emily sort ! (Emily Says Hello)
10. Le Banc légendaire (But Not as Cute as Pushkin)
11. Femme de petite vertu (Women of Questionable Morals)
12. Reviens à la maison (Come Home)
13. Mariage et règlement de comptes (Wedding Bell Blues)
14. Dis quelque chose (Say Something)
15. Spectacle yiddish et resto chinois (Jews and Chinese Food)
16. Le Contrat du vendredi soir (So... Good Talk)
17. Téléphone portable et jeu télévisé (Pulp Friction)
18. La Mort vous va si bien (To Live and Let Diorama)
19. Mais je suis une Gilmore (But I'm a Gilmore)
20. Logan 1, Lorelai 0 (How Many Kropogs to Cape Cod?)
21. Les Anciens de la ville (Blame Booze and Melville)
22. Coup de tête (A House Is Not a Home)

## Sixième saison (2005-2006)
Le 15 mai 2005, la série est renouvelée pour une sixième saison de 22 épisodes, diffusée à partir du 13 septembre 2005 sur The WB.
1. Lorelai nouvelle version (New and Improved Lorelai)
2. Le Masque de combat (Fight Face)
3. Quand Rory change de camp (The UnGraduate)
4. Les Deux marraines (Always a Godmother, Never a God)
5. Un coup de baguette magique (We've Got Magic to Do)
6. Stars Hollow revue et renommée (Welcome to the Dollhouse)
7. 21 ans et le monde à conquérir (Twenty-One is the Loneliest Number)
8. Une Rory, deux prétendants (Let Me Hear Your Balalaikas Ringing Out)
9. Petits secrets entre amants (The Prodigal Daughter Returns)
10. Retrouvailles entre Gilmore (He's Slippin' 'Em Bread... Dig ?)
11. La Robe idéale (The Perfect Dress)
12. Carnaval d'hiver et réconciliations (Just Like Gwen and Gavin)
13. Vendredi soir, pas de problème ! (Friday Night's Alright for Fighting)
14. La Nouvelle rédactrice en chef (You've Been Gilmored)
15. Une Saint-Valentin mouvementée (A Vineyard Valentine)
16. Demoiselles d'honneur revues et corrigées (Bridesmaids Revisited)
17. Le Tube (I'm OK, You're OK)
18. Le Vrai Paul Anka (The Real Paul Anka)
19. Deux mariages en un (I Get a Sidekick Out of You)
20. Bon anniversaire April (Super Cool Party People)
21. S'il vous plaît chauffeur ! (Driving Miss Gilmore)
22. Le Départ de Logan (Partings)

## Septième saison (2006-2007)
Le 24 janvier 2006, lors du dévoilement du réseau The CW, il a été annoncé que la septième saison de la série y sera diffusée, à partir du 26 septembre 2006 aux États-Unis.
1. La Fusée (The Long Morrow)
2. Rory aux pays des sushis (That's What You Get, Folks, For Makin' Whoopi)
3. Michel au bal des débutantes (Lorelai's First Cotillion)
4. Calamity Emily ('S Wonderful, 'S Marvelous)
5. Un vent mauvais (The Great Stink)
6. Yale porte ouverte (Go, Bulldogs !)
7. Romance à Paris (French Twist)
8. L'Annonce du mariage (Introducing Lorelai Planetarium)
9. À vos aiguilles (Knit, People, Knit !)
10. Joyeux beignes (Merry Fisticuffs)
11. Petit cadeau de Noël (Santa's Secret Stuff)
12. Témoin de moralité (To Whom It May Concern)
13. L'Attente (I'd Rather Be In Philadelphia)
14. Adieu, mon chien (Farewell, My Pet)
15. Emily : prise de conscience (I'm a Kayak, Hear Me Roar)
16. La Fête des bébés de Lane (Will You Be My Lorelai Gilmore ?)
17. Entre filles (Gilmore Girls Only)
18. Le Festival du printemps (Hay Bale Maze)
19. À bicyclette (It's Just Like Riding a Bike)
20. Un chant d'amour (Lorelai, Lorelai)
21. La Remise des diplômes de Rory (Unto the Breach)
22. Bon voyage, Rory (Bon Voyage)

## Huitième saison:Une nouvelle année(2016)
1. Hiver (Winter)
2. Printemps (Spring)
3. Été (Summer)
4. Automne (Fall)